# Liste der Bodendenkmale in Scholen
In der Liste der Bodendenkmale in Scholen sind die Bodendenkmale der niedersächsischen Gemeinde Scholen aufgeführt. Die Quelle ist der Denkmalatlas Niedersachsen.
- Bitte beachten Sie, dass diese Liste keinen Anspruch auf Vollständigkeit erhebt.
- Die Angaben ersetzen nicht die rechtsverbindliche Auskunft der zuständigen Denkmalschutzbehörde.
- Es sind nur Daten aus dem Denkmalatlas verarbeitet.
- Der Stand der Liste ist der 31. Mai 2025.

Scholen im Landkreis Diepholz

## Allgemein
In den Spalten finden sich folgende Informationen des Bodendenkmales:
| Lage         | geographische Koordinaten                                                           |
| Bezeichnung  | Bezeichnung lt. Denkmalatlas                                                        |
| Beschreibung | Beschreibung lt. Denkmalatlas                                                       |
| ID           | Objekt-ID                                                                           |
| Bild         | Bild, ggf. zusätzlich mit Link zu weiteren Fotos im Medienarchiv Wikimedia Commons. |

## Anstedt
| Lage                       | Bezeichnung          | Beschreibung | ID       | Bild |
| -------------------------- | -------------------- | --- | -------- | ---- |
| 52° 43′ 5″ N, 8° 46′ 0″ O  | Anstedt 6, Grabhügel | Durchmesser ca. 20 m und Höhe ca. 0,9 m. In westlicher Hälfte sind zwei historische Wegespur von 3 m Breite und 0,2 m Tiefe eingeprägt. Westlicher und der östlicher Fuß durch historische Wegespuren überprägt. | 49321779 | BW   |
| 52° 43′ 1″ N, 8° 45′ 59″ O | Anstedt 7, Grabhügel | Durchmesser ca. 13 m und Höhe ca. 0,6 m. Südlichstes Viertel abgegraben. | 49321826 | BW   |
| 52° 43′ 0″ N, 8° 45′ 49″ O | Anstedt 8, Grabhügel | Durchmesser ca. 15 m und Höhe ca. 0,4 m. Stark verflacht. | 49321848 | BW   |